# 天主教萨摩亚-帕果帕果教区
天主教薩摩亞-帕果帕果教區（拉丁語：Dioecesis Samoa-Pagopagensis）是大洋洲一個羅馬天主教教區。屬薩摩亞-阿皮亞總教區。1982年8月10日升為教區。
教區範圍包括美屬薩摩亞。2010年有教友14,000人、十六個堂區、廿一名司鐸。教座位於塔富納。現任教區主教為若望·奎恩·維特澤爾。